# Monica Flores
Mónica Irina Flores Grigoriu est une footballeuse internationale mexicaine, née le 31 janvier 1996 à Livingston, New Jersey. Elle évolue au poste de défenseur au Valence CF, dans le championnat d'Espagne féminin.

## Biographie
Elle est née d'un père mexicain et d'une mère roumaine. Monica est la sœur-jumelle de Sabrina Flores.